# Diponthus electus
Diponthus electus är en insektsart som först beskrevs av Jean Guillaume Audinet Serville 1838.  Diponthus electus ingår i släktet Diponthus och familjen Romaleidae. Inga underarter finns listade i Catalogue of Life.